# Блек-Крік Тауншип (округ Лузерн, Пенсільванія)
Блек-Крік Тауншип (англ. Black Creek Township) — селище (англ. township) в США, в окрузі Лузерн штату Пенсільванія. Населення — 1909 осіб (2020).

## Демографія
Згідно з переписом 2010 року, у селищі мешкало 2016 осіб у 875 домогосподарствах у складі 583 родин. Було 1079 помешкань
Расовий склад населення:
| - 98,3 % — білих - 0,3 % — чорних або афроамериканців - 0,2 % — азіатів - 0,1 % — вихідців з тихоокеанських островів |

До двох чи більше рас належало 0,9 %. Частка іспаномовних становила 0,6 % від усіх жителів.
За віковим діапазоном населення розподілялося таким чином: 17,4 % — особи молодші 18 років, 63,5 % — особи у віці 18—64 років, 19,1 % — особи у віці 65 років та старші. Медіана віку мешканця становила 46,9 року. На 100 осіб жіночої статі у селищі припадало 104,3 чоловіків;  на 100 жінок у віці від 18 років та старших — 102,7 чоловіків також старших 18 років.
Середній дохід на одне домашнє господарство  становив 55 594 долари США (медіана — 50 366), а середній дохід на одну сім'ю — 61 214 долари (медіана — 62 583). Медіана доходів становила 45 120 доларів для чоловіків та 38 854 долари для жінок. За межею бідності перебувало 8,8 % осіб, у тому числі 17,0 % дітей у віці до 18 років та 4,5 % осіб у віці 65 років та старших.
Цивільне працевлаштоване населення становило 1044 особи. Основні галузі зайнятості: освіта, охорона здоров'я та соціальна допомога — 28,4 %, виробництво — 27,9 %, транспорт — 10,7 %, роздрібна торгівля — 8,6 %.